# Stubnerkogel
Stubnerkogel är ett berg i det österrikiska distriktet Sankt Johann im Pongau, i den centrala delen av landet 280 km sydväst om huvudstaden Wien. Toppen på Stubnerkogel är 2246 meter över havet och har en primärfaktor på 78 meter över den omgivande terrängen.
Terrängen runt Stubnerkogel är huvudsakligen bergig. I omgivningarna runt Stubnerkogel växer i huvudsak blandskog.
Närmaste större samhälle är Bad Gastein, 2,6 km öster om Stubnerkogel. 
På toppen finns en 140 meter lång hängbro med en höjd på 28 meter över marken. Södra delen av toppen utgörs av en utsiktsplattform, Glocknerblick, med information om namn och höjd för de närliggande topparna.

## Galleri

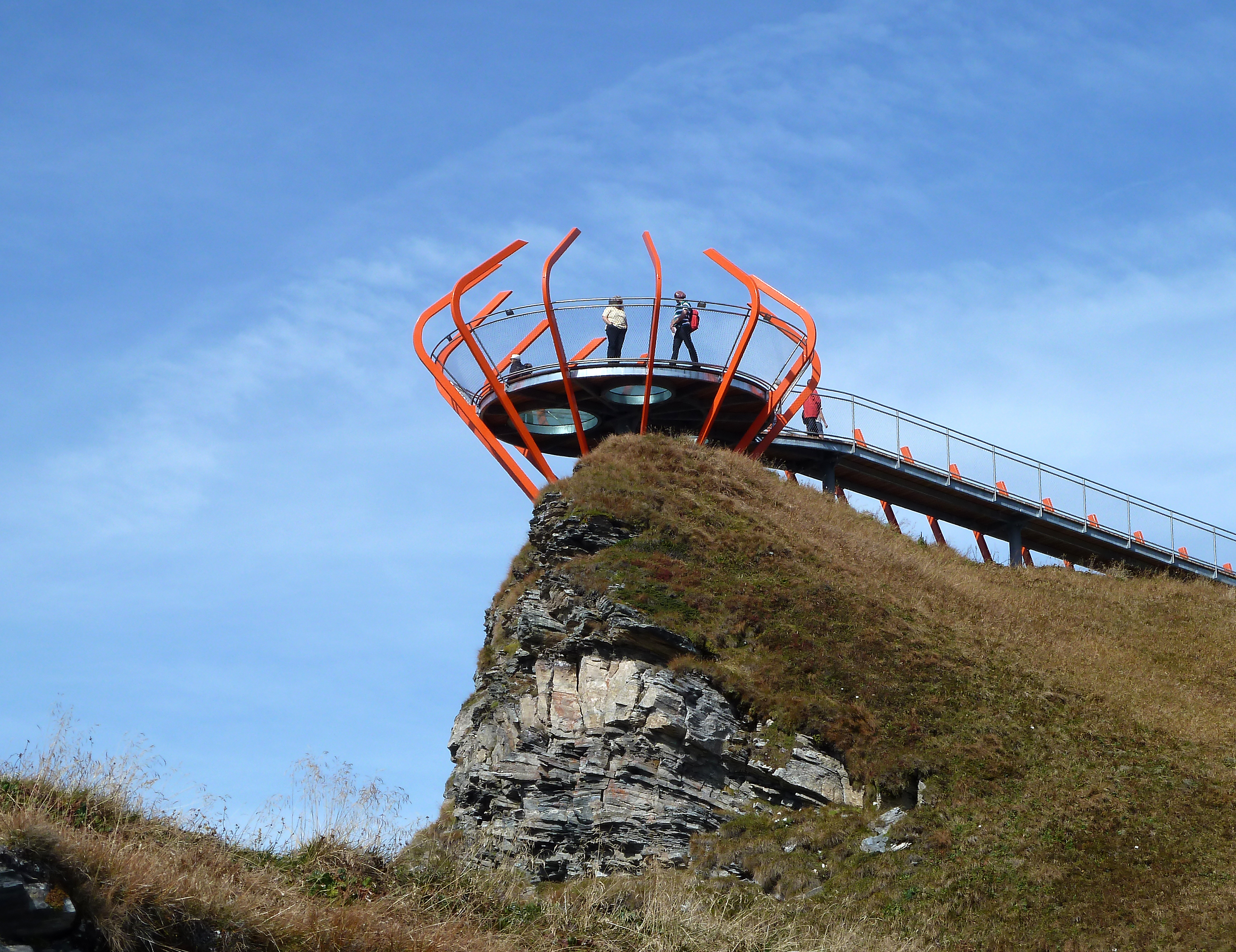
Stubnerkogels utsiktsplattform Glocknerblick.
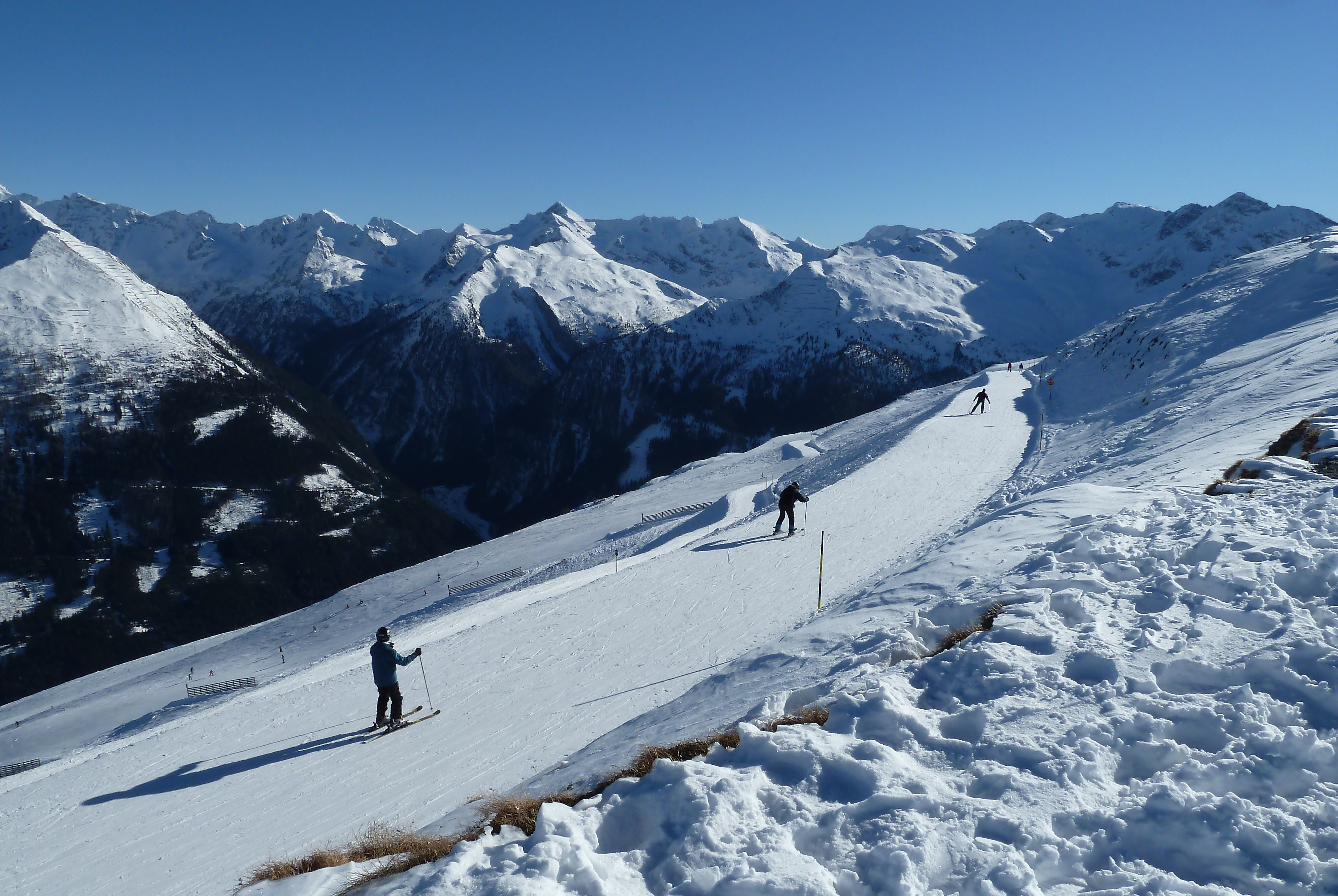
Skidåkare på Stubnerkogel.
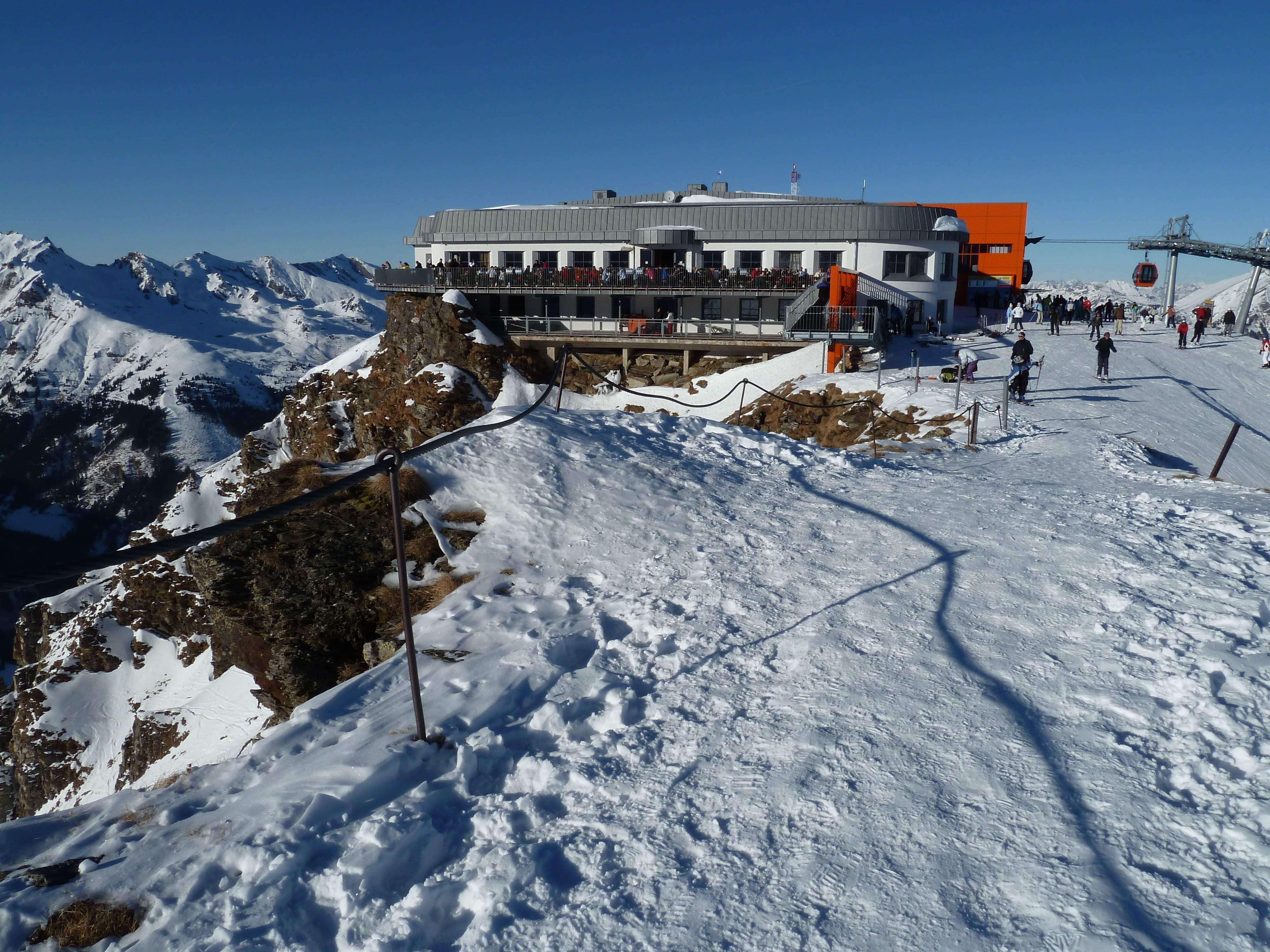
Stubnerkogels toppstation för liften Stubnerkogelbahn och restaurang.
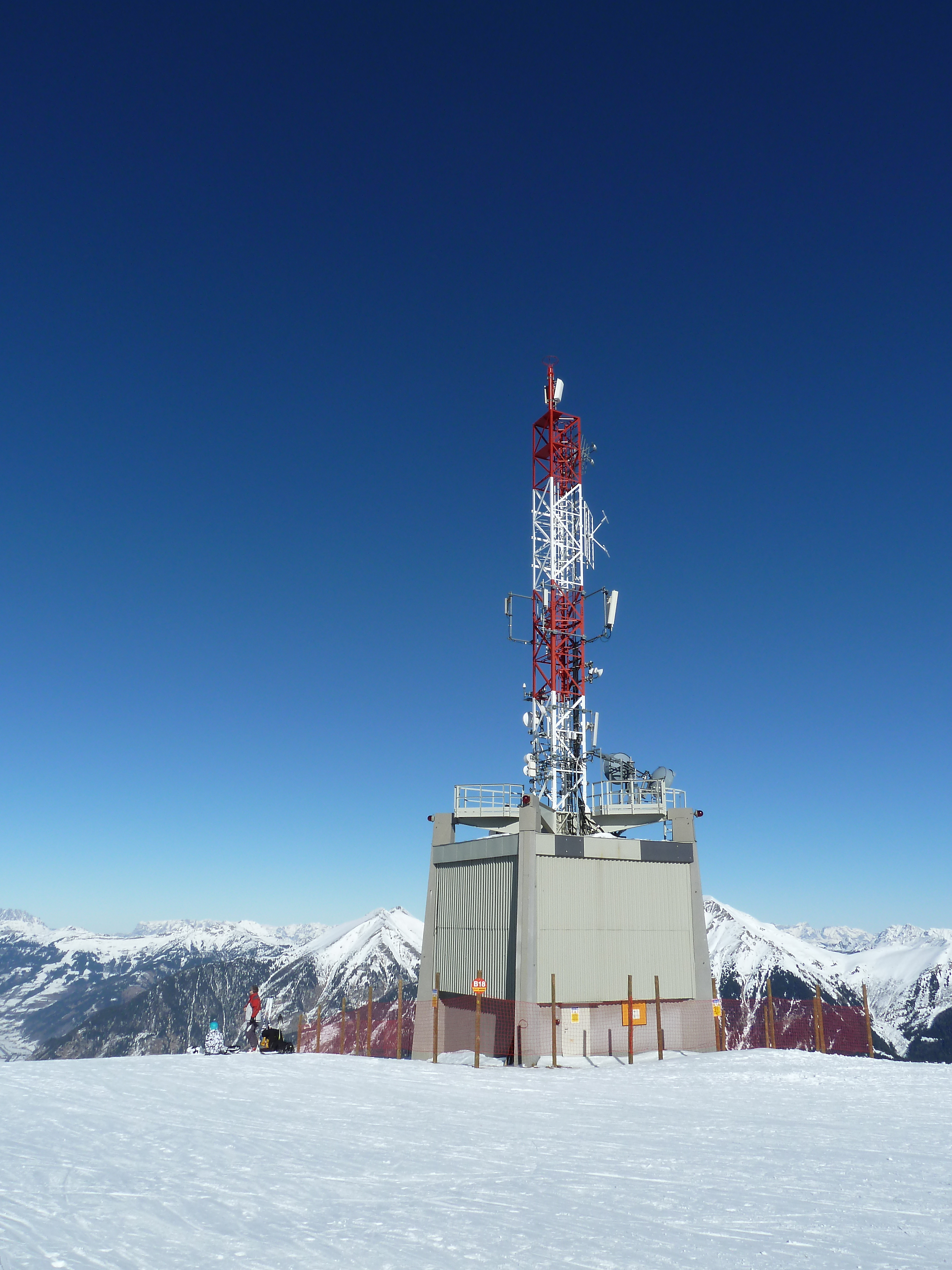
TV- och radiomast för bolaget ORF.